# أيليسبوري (ساسكاتشوان)
أيليسبوري (بالإنجليزية: Aylesbury, Saskatchewan)‏ هي قرية و مستوطنة تقع في كندا في ساسكاتشوان. يقدر عدد سكانها بـ 42 نسمة ومساحتها 1.28 كم2 .

## أعلام
- إيلي مايداي